# Каролинская утка
Кароли́нская у́тка, или кароли́нка (лат. Aix sponsa) — птица из семейства утиных с ярким роскошным оперением, близкая родственница азиатской мандаринки. Природная область распространения каролинки — Северная Америка, где она населяет мелкие тенистые лесные водоёмы. В декоративных целях содержится во многих парках Европы, откуда иногда проникает в дикую природу. Питается растительными и животными кормами. Гнездится в дуплах лиственных пород деревьев.
Во времена колонизации континента, которая сопровождалась интенсивной вырубкой лесов, осушением водоёмов и массовым отстрелом этих птиц, популяция уток неуклонно сокращалась, и к началу XX века птица оказалась на грани вымирания. Лишь законодательный запрет на охоту, установка ящиков-дуплянок и разведение в неволе помогли стабилизировать ситуацию, хотя численность вида пока ещё остаётся более низкой в сравнении с первоначальной.

## Описание

### Внешний вид
Наряду с мандаринкой каролинская утка — одна из наиболее нарядных утиных птиц северного полушария. Эти два вида объединяют не только близкие родственные связи, но и схожие размеры, внешний вид и образ жизни. Небольшая и компактного телосложения каролинка выглядит немного крупнее мандаринки: длина 43—51 см, размах крыльев 66—73 см, масса самцов 539—879 г (в среднем 680 г), масса самок 482—879 г (в среднем 539 г). Помимо пёстрой окраски, характерность облика птицы дополняет сочетание хохолка у обоих полов, широкие крылья и довольно длинный треугольной формы хвост.

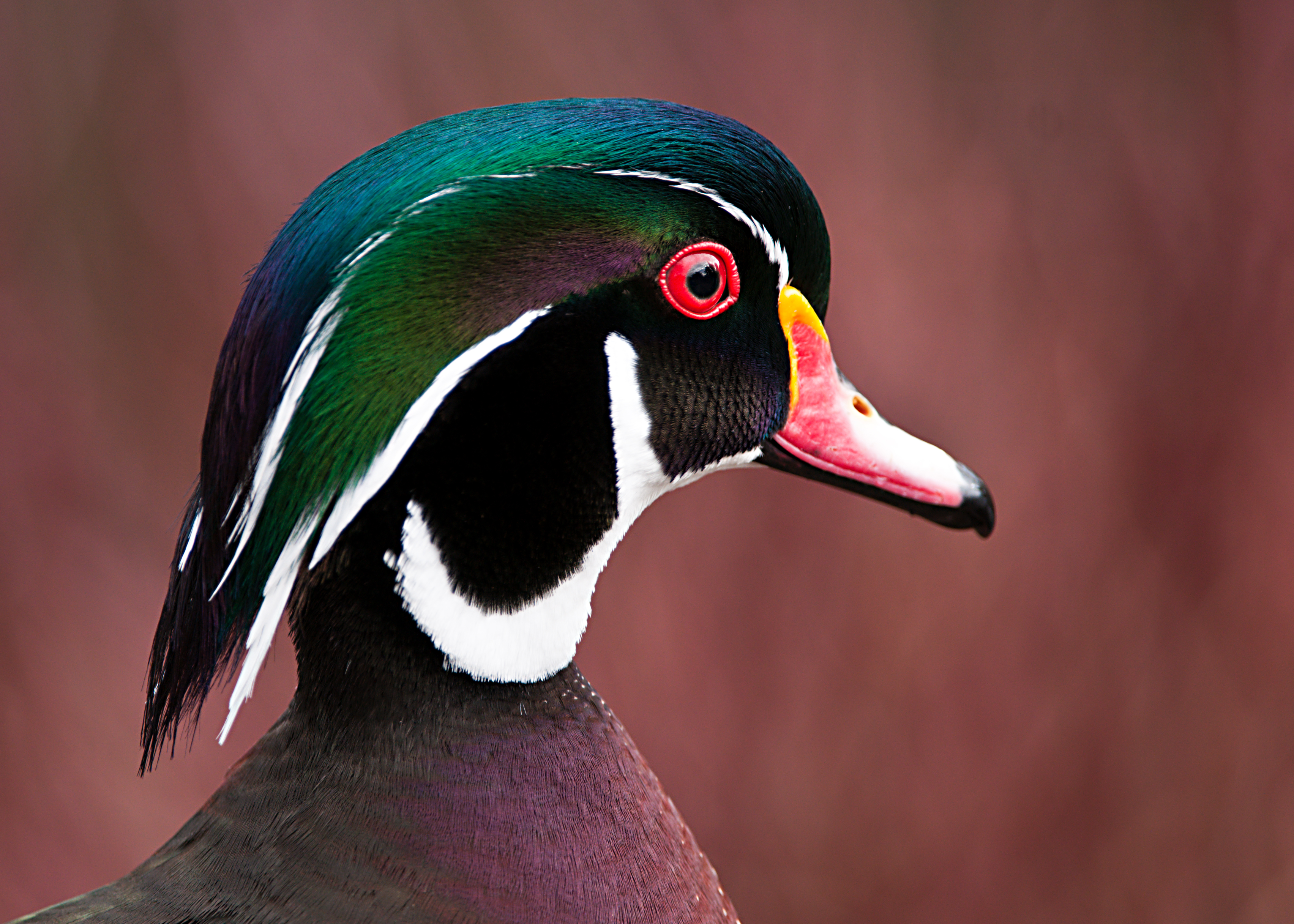
Голова самца крупным планом

При описании внешнего вида обычно выделяют роскошный наряд взрослого самца, особенно яркий в конце зимы, когда формируются пары. Голова, с которой на шею опускается длинный хохол, имеет чёрный фон с зелёным и фиолетовым отливом. Поверх фона развит рисунок из белых полос и пятен. Одна тонкая белая полоса тянется от основания клюва на заднюю часть шеи, проходя над глазом, ещё одна тонкая белая полоса начинается от кроющих ушей и заканчивается на конце хохолка. Наконец, более широкая белая полоса с двумя вертикальными ответвлениями проходит через горло. Контрастный рисунок головы дополняют оранжево-красный клюв с белым пятном на гребне, жёлтым основанием и чёрным ноготком, а также красные глаза и веки. Воротник из удлинённых перьев, как у мандаринки, отсутствует.
Оперение тела можно разделить на несколько разноцветных участков, имеющих чёткие границы. Грудь каштанового цвета с белыми хорошо очерченными крапинами; она отделена от остальной части низа двумя вертикальными полосами — белой и чёрной. Бока в верхней части имеют лимонный оттенок, который ближе к брюху темнеет до светло-коричневого; само брюхо белое. Спина и наружная часть крыльев, как и голова, чёрные с тёмно-зелёным или фиолетовым отливом, второстепенные маховые с белыми окончаниями, образующими белую каёмку по заднему краю крыла. Испод крыла серый с чёрными крапинами в передней части. Надхвостье состоит из коричневых, чёрных и каштановых перьев. Ноги жёлтые.
Окраска самки менее яркая — серовато-бурая с беловатыми овальными пятнами на боках и белыми брюхом и подхвостьем. Внешне она очень похожа на самку мандаринки, но её выделяют более крупное белое миндалевидное кольцо вокруг глаз и иная форма клюва. Кроме того, вершина клюва у каролинской утки чёрная (у мандаринки сероватая), пятнистость боков более тонкая и чётко-выраженная. Молодые птицы обоих полов похожи на взрослую самку. В высоком полёте каролинскую утку иногда можно спутать с американской свиязью, поскольку обе эти птицы обладают схожим размером и белым брюхом. При этом каролинка выделяется значительно более широкими и короткими крыльями, а также хорошо заметной белой окантовкой на фоне тёмного крыла.

### Голос
Обычно немногословная утка. Самец иногда издаёт еле слышный мягкий крик «тви..тви», напоминающий чириканье чижа. Голос самки характерный, непохожий ни на один другой и обычно запоминаемый с первого раза. Её крик, издаваемый в различных ситуациях, характеризуют как громкий визг «уи-и-ии-и-к..уи-и-ии-и-к».

## Распространение

### Гнездовой ареал

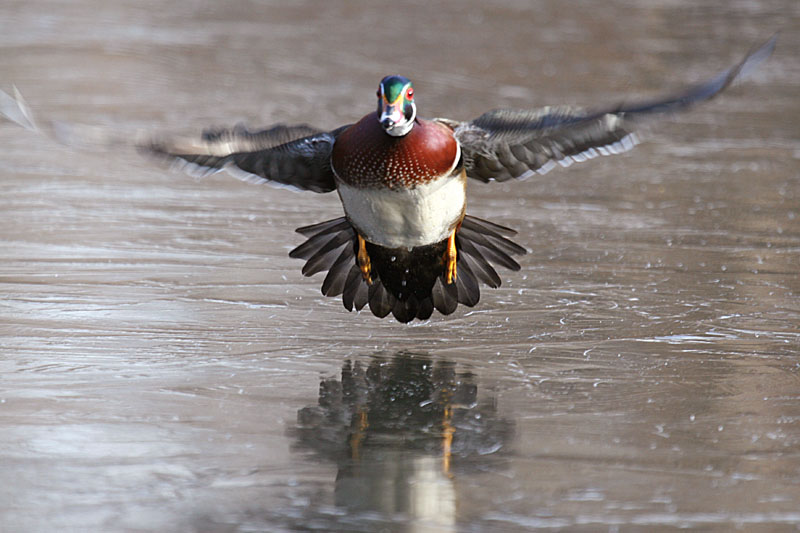
Над обледеневшим водоёмом

Каролинская утка распространена в умеренных широтах Северной Америки, главным образом на территории США и Канады. Кроме того, небольшая популяция этой птицы отмечена на Кубе. На материке насчитывается три основных участка ареала, которые можно условно обозначить как восточный, западный и центральный.
Самый крупный участок ареала охватывает восточную половину материка от атлантического побережья к западу до Манитобы, долины Миссури на Великих Равнинах (Северная и Южная Дакоты), восточной Небраски, восточного Канзаса, Оклахомы и центральных областей Техаса. Северная граница гнездовий находится в пределах южной Канады: она тянется от озера Виннипег к востоку до Новой Шотландии через северную оконечность Великих озёр, районы Су-сент-мари и Норт-Бей в Онтарио, долину реки Оттава в промежутке между столицей Канады и Монреалем, долину реки Святого Лаврентия и южный Квебек. С юга гнездовой ареал ограничен юго-восточной частью Техаса и побережьем Мексиканского залива до южных районов Флориды.
Второй по территории участок ареала находится в достаточно узкой полосе вдоль тихоокеанского побережья от островов Хайда-Гуаи, острова Ванкувер и юго-восточной части Британской Колумбии к югу до хребта Техачапи (Tehachapi Mountains) в южной Калифорнии. За пределами прибрежных штатов США утка гнездится на севере Айдахо и прилегающих долинах Монтаны. Наконец, утка гнездится на Высоких равнинах в Вайоминге и Колорадо.

### Характер пребывания
Частично перелётный вид. Условная граница между преимущественно перелётными и преимущественно оседлыми популяциями проходит в средней части гнездового ареала в районе 35 параллели — через Северную Каролину и Теннесси на востоке, и северную Калифорнию на западе. Небольшая часть птиц остаётся зимовать в северной части — к северу до южного Онтарио, южного Мичигана, Висконсина, Миннесоты, северной Индианы, Иллинойса и Айовы. Основные зимовки находятся в южной половине ареала: на востоке вдоль плато Пидмонт и Атлантической прибрежной равнины к югу до средней Флориды, на западе — в северной половине Калифорнийской долины (известной как «долина Сакраменто») и прилегающих областях. Относительно небольшая часть птиц зимует к югу от гнездового ареала на северо-востоке и юго-западе Мексики.

### Места обитания

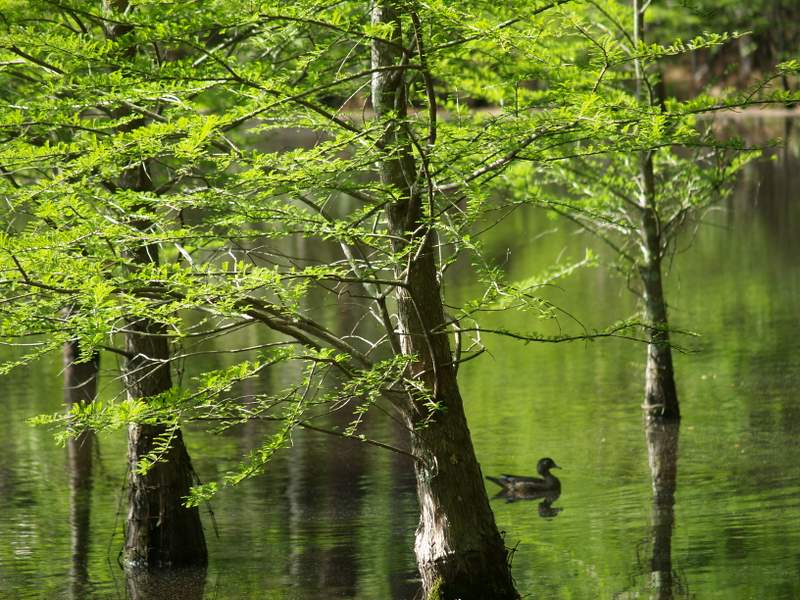
Типичный биотоп — озеро с затопленными деревьями

Каролинка обитает на небольших пресноводных водоёмах — лесных озёрах, болотах, вялотекущих реках, заводях, прудах, оборудованных бобрами запрудах. Как правило, селится на тенистых берегах, обильно поросших посадками из дуба, ивы, тополя. Обычна на заболоченных ландшафтах, на которых господствует болотный кипарис. Наибольшей плотности достигает в густых широколиственных и смешанных лесах, где на водоёмах отсутствует сильное волнение, а их глубина варьирует от 8 до 48 см. Там, где прибрежная древесная растительность представлена слабо, защитой от сильного ветра могут служить заросли рогоза, ежеголовника, камышёвника (Schoenoplectus). В северных бореальных лесах редка, а на морских побережьях не встречается вовсе.
Для гнездовий выбирает довольно старые деревья с дуплами, в которых диаметр входного отверстия составляет не менее 9 см, а глубина не менее 20 см. При искусственном содержании заменой дуплам служат ящики-дуплянки.

### Интродукция в Европе
В декоративных целях каролинских уток нередко содержат в парках Европы, где им создают подходящие условия. Начало этой традиции было положено ещё в XVII веке, когда уток в качестве домашней птицы завезли в парк только что построенного королевского Версальского дворца. Начиная с XIX века одичавшие птицы иногда встречаются в дикой природе, где они сумели акклиматизироваться. В настоящее время их можно встретить в некоторых странах Западной Европы, в том числе в Германии и Великобритании.

## Размножение

### Образование пары
Большинство уток приступает к размножению в конце первого года жизни. Моногамна, при этом брачные связи, как правило, ограничиваются только одним сезоном. Первые признаки ухаживания отмечают уже в конце октября, ко второй половине февраля 90 % пар считаются окончательно сформированными. Брачные игрища происходят главным образом на воде, при этом инициатором выступает вовсе не самец, а самка, выбирающая одинокого самца. Селезень отвечает несколькими характерными позами, среди которых называют опускание клюва в воду, имитацию питья, ритуальную чистку перьев крыльев, поворот задней части головы в сторону партнёрши. Кроме того, самец с вытянутой шеей и приподнятым хохолком издаёт характерный свист. Окончательному формированию пары и спариванию предшествует распростёртая на воде поза самки, вокруг которой крутится самец.

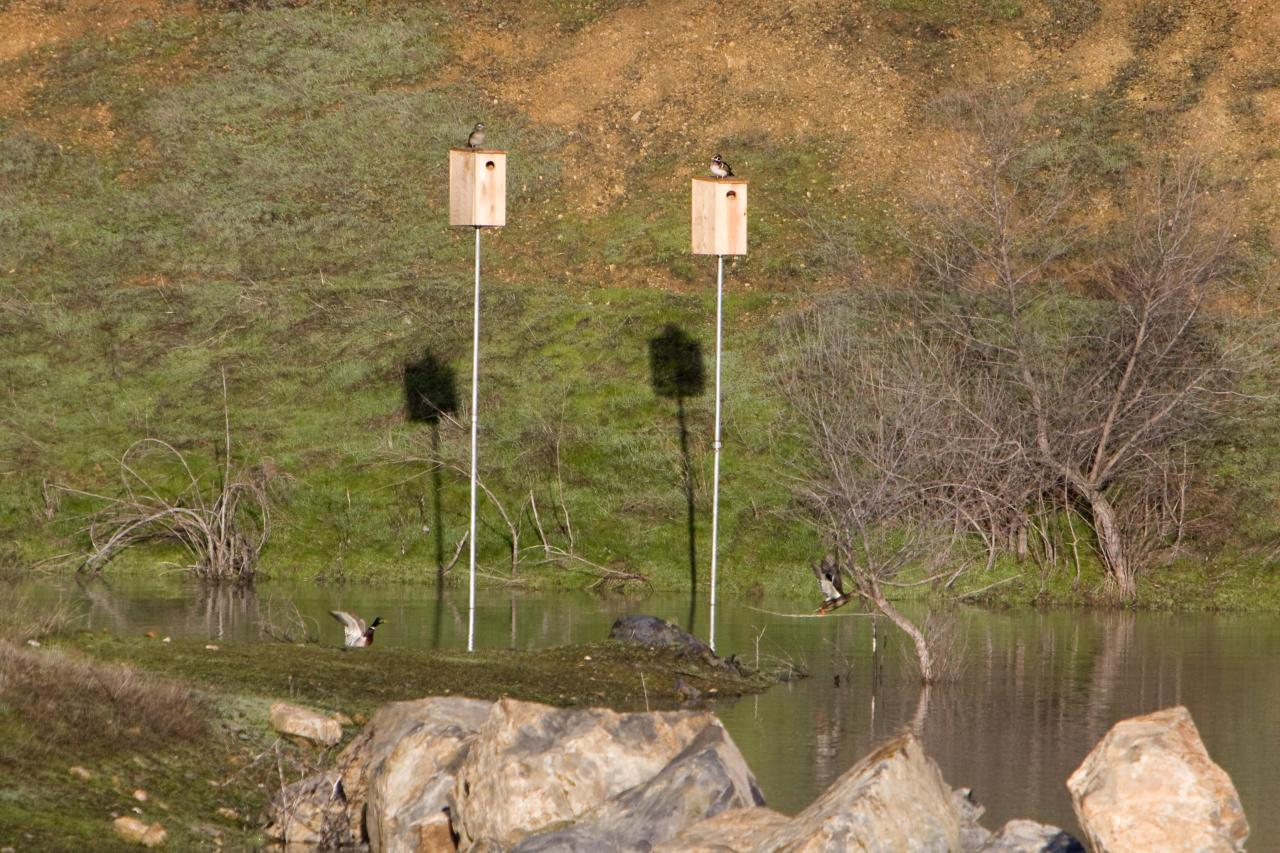
Каролинки, гнездящиеся в дуплянках

Наблюдения показывают, что самки в половине случаев возвращаются весной на тот же самый водоём, на котором появились на свет сами либо размножались в предыдущий год. При этом верность к гнездовому участку заметно снижается в случае, если более ранняя кладка была по какой-либо причине утрачена. Доля возврата самцов значительно ниже: в двух исследованиях, проведённых на эту тему, процент вернувшихся селезней варьировал в пределах от 8 до 15,8 % при аналогичном показателе 48—58 % у самок. Такую разницу в модели поведения объясняют тем, что спарившиеся на зимних стоянках самцы скорее следуют на гнездовой участок самок, чем на свой собственный.

### Гнездо
Спустя несколько дней после прилёта на гнездовья утки приступают к поиску подходящего места для гнезда. При раннем прибытии (в конце февраля — начале марта) такой поиск обычно задерживается на две — три недели, при более позднем (в конце марта) — начинается через день или два. Местом для гнезда всегда служит полость внутри дерева — дупло, либо заменяющее его искусственное сооружение — дуплянка. Гнездо устраивается на расстоянии до 1,6 км от водоёма в пределах его видимости, как правило, в лиственном дереве. Чаще всего используются клёны серебристый, сахарный и красный, вязы американский и скользкий (Ulmus rubra), тополи крупнозубчатый (Populus grandidentata) и осинообразный (Populus tremuloides), ясень пенсильванский, липа американская, дуб красный, кария сердцевидная, орех чёрный и ива чёрная. В центральных районах Америки гнёзда также часто устраивают в дуплах платана западного, бука крупнолистного и дуба бархатистого (Quercus velutina). в южных — в болотном кипарисе и некоторых видах ниссы (Nyssa spp.).
Птица нередко устраивает гнездо не только во внутренней полости древесины, но и на сломе поваленного ветром дерева, верхушке высокого пня. Иногда использует старые гнёзда хохлатой желны (ранее также гнёзда белоклювого дятла до его полного исчезновения), при этом замечено, что во многих местах увеличение численности дятлов благотворно отражается на численности каролинок. Вместе с тем утке приходится конкурировать с другими известными дуплогнёздниками: хохлатым крохалем (Lophodytes cucullatus), гоголем и интродуцированным на американском континенте обыкновенным скворцом, а также енотом-полоскуном, лисьей белкой (Sciurus niger) и американскими летягами (Glaucomys spp.), пчёлами и некоторыми видами змей. Выбором подходящего дупла занимается самка, в первую очередь отдавая предпочтение более крупным деревьям у самой воды, и дуплам от 9 м над землёй и выше. Средняя высота дупла над землёй составляет 7,6 м.

### Насиживание и выведение птенцов

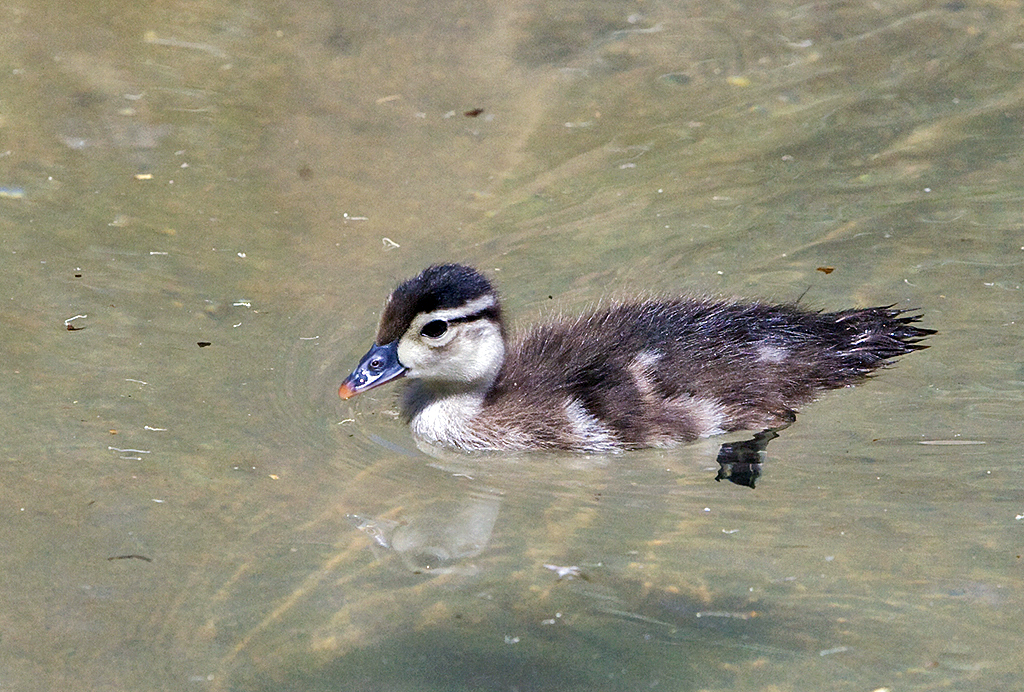
Птенец

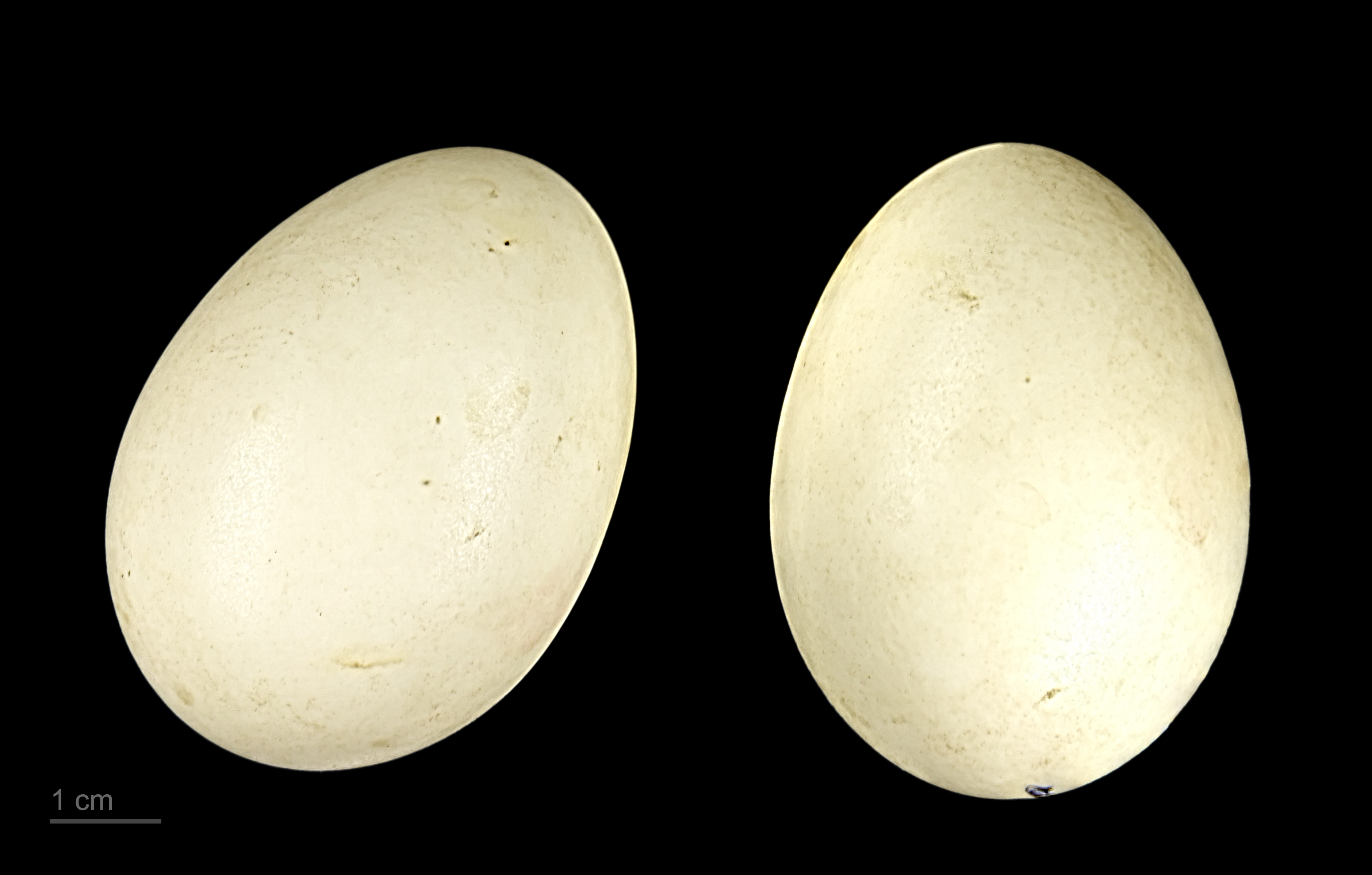
яйцо Aix sponsa - Тулузский музеум

Сроки размножения разнятся в соответствии с широтой: в южной части ареала самки приступают к откладыванию в первых числах февраля, в северной во второй половине марта — начале апреля. Полная кладка, по всей видимости, содержит от 13 до 15 яиц. Нередко встречаются и значительно бо́льшие кладки, но они скорее являются следствием подброса одной или несколькими самками. С другой стороны, малое количество яиц может стать результатом уничтожения части кладки белками и другими хищниками. Отложенные с интервалом в 24 часа яйца покрываются древесной трухой и остатками растительности, скопленными на дне дупла — это позволяет не только уберечь кладку от перепадов температуры, но и замаскировать её от хищников. Кроме того, утка утепляет яйца собственным пухом, выщипанным из груди. Яйца внешне очень похожи на яйца домашней утки: они имеют такую же овально-эллиптическую форму и окрашены в матово-белый цвет. Размер яиц в среднем 40×52 мм, вес около 44 г. В случае утраты первоначальной кладки самка откладывает повторно, но уже в другое дупло. Насиживает одна самка от 28 до 37 (в среднем 30) дней, при этом первые 3 недели с ней рядом находится селезень. Ещё до окончания насиживания самец навсегда покидает утку и отлетает на послебрачную линьку. Дважды в сутки, рано утром и поздно вечером, утка оставляет гнездо на час, отправляясь на поиски корма.
Вылупление птенцов растягивается на 6 часов. При этом писк первых появившихся на свет стимулирует остальных так, что скорость вылупления всё время увеличивается. Спустя пару часов обсохшие утята уже пытаются забраться на верхнюю часть дупла, а через 24—36 часов окончательно покидают его, спрыгивая с большой высоты на землю на зов кудахтующей внизу утки. Спустя пару часов, когда гнездо покинул последний птенец, утка ведёт потомство на водоём; несмотря на его близость, это путешествие может занять от нескольких часов до суток и часто заканчивается гибелью многих птенцов. Иногда выводок не останавливается на ближайшем водоёме, а меняет их, выбирая более закрытый.
На воде птенцы самостоятельно добывают себе пищу, которая в первые недели жизни состоит почти полностью из водных насекомых. Спустя 2 недели на водоёмах часто можно встретить большие группы птенцов, состоящие из нескольких разновозрастных выводков. В сравнении с другими видами утята довольно быстро теряют связь с родителями. В возрасте около 35 дней они очень слабо реагируют на голос взрослой утки, через 6—7 недель после появления на свет, ещё не научившись летать, полностью остаются без матери, которая покидает их и улетает на линьку. Способность к полёту проявляется в возрасте около 60 дней.

## Питание
Диапазон пищи очень широкий и определяется доступностью конкретного корма в данном районе и в текущий момент времени. Питается вегетативными частями и семенами водных растений, в том числе кубышкой, кувшинкой, ряской, рдестом гребенчатым (Potamogeton pectinatus). Употребляет в пищу семена болотного кипариса и падуба, орехи гикори и бука, зерно посевного и водного риса, побеги ароидного растения Peltandra, ягоды шелковицы и винограда. Во многих районах большое значение имеют жёлуди, в особенности тех видов дуба, жёлуди которых имеют небольшой размер. При дефиците естественных  кормов посещают поля, засеянные зерновыми культурами: соей, просом, кукурузой и овсом.
В выкармливании птенцов первоначальную роль играют насекомые, которых утки склёвывают с поверхности воды: личинки подёнок и стрекоз, куколки и имаго мошки, комаров-звонцев и других мелких двукрылых. Взрослые птицы питаются жуками, пауками, муравьями, кузнечиками, сверчками и мухами. Изредка ловят мальков рыб.
Корм добывает в светлое время суток, чаще всего ранним утром и в послеобеденные часы. Как таковой территории с очерченными границами не имеет. Как правило, кормится небольшими группами, состоящими из птиц одного вида, чаще всего на воде. Жёлуди и другие плоды собирает как с деревьев, ловко перебираясь с ветки на ветку, так и на лесной подстилке.